# 哈默滕巴赫河
47°23′43″N 8°36′20″E / 47.39538°N 8.60544°E

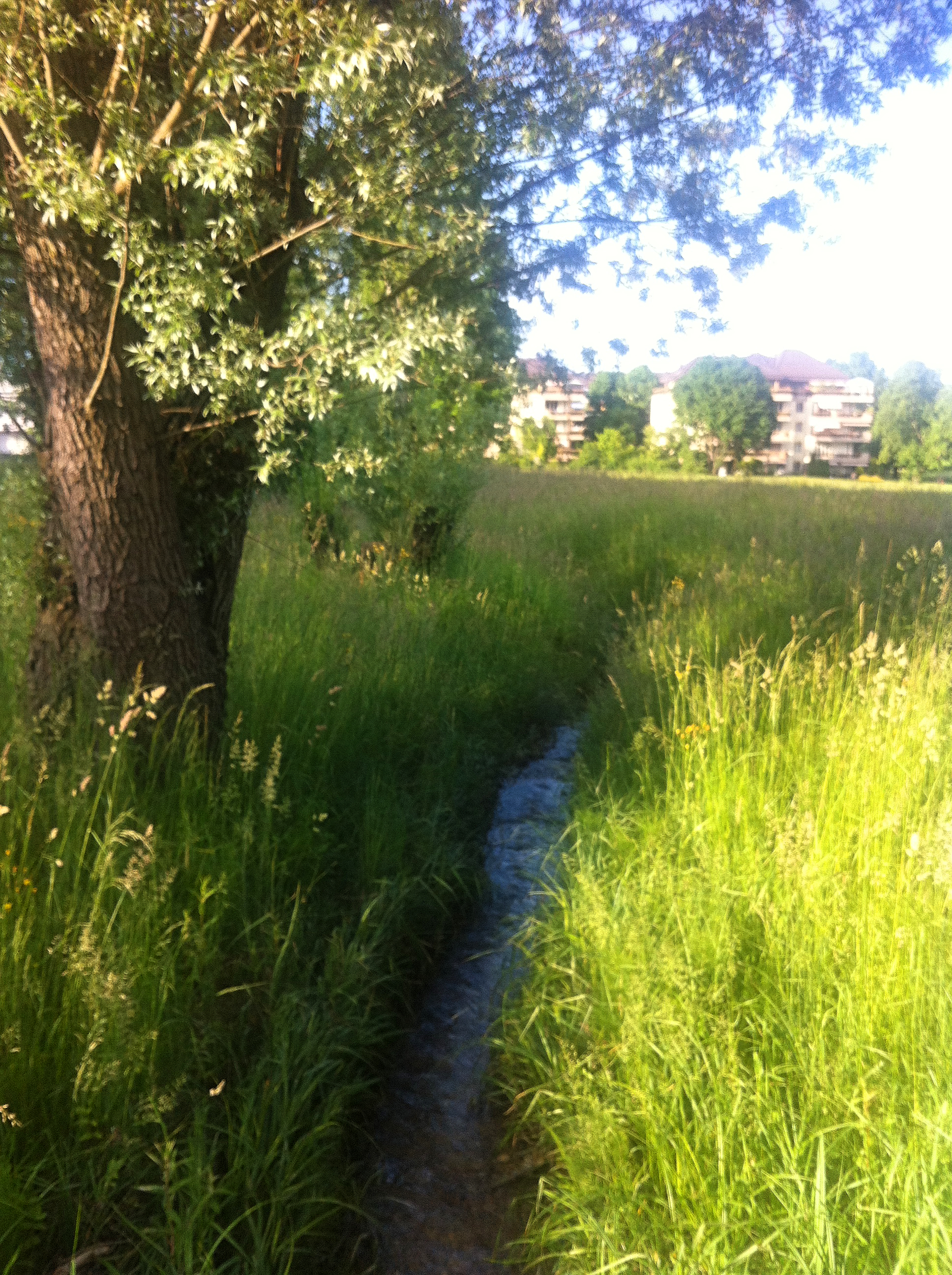

哈默滕巴赫河是瑞士的河流，位於該國北部，流經蘇黎世州，屬於布賴蒂巴赫河的支流，河道全長2公里，發源自迪本多夫，流經阿德利斯貝格山。